# Superagonista

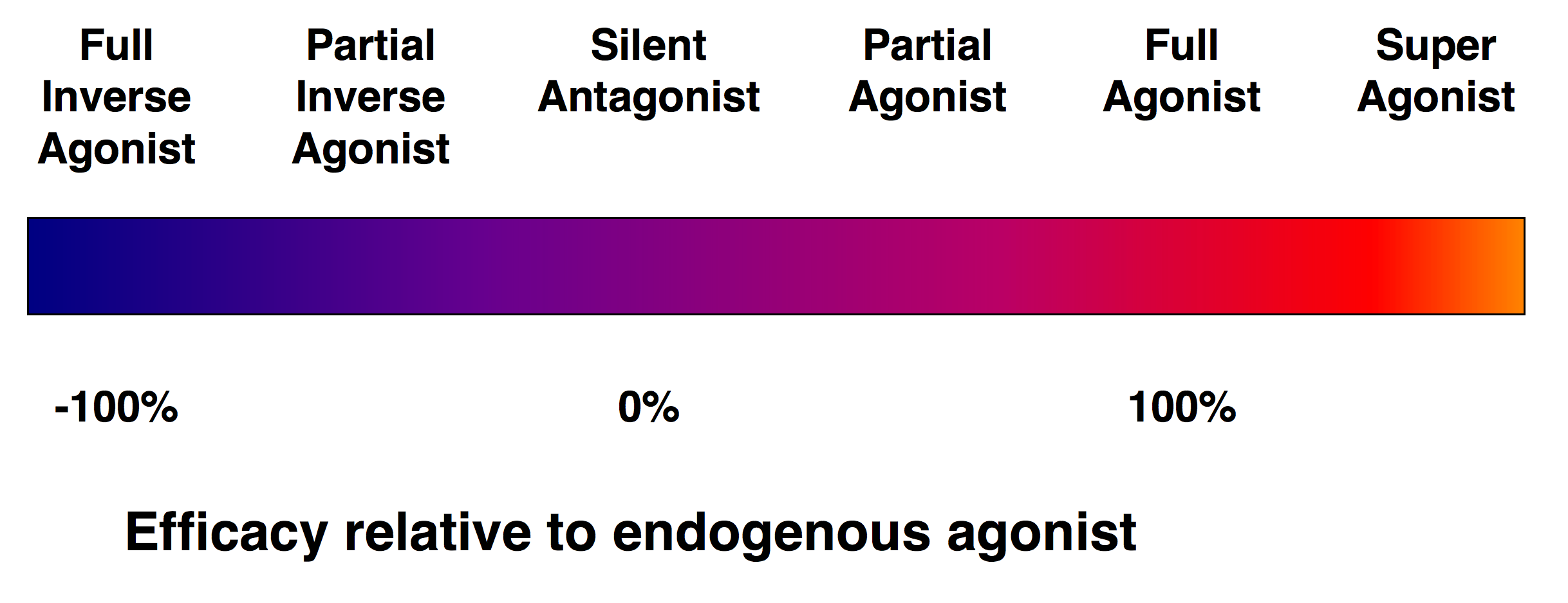
Spettro di efficacia di un ligando

In farmacologia si definisce superagonista qualsiasi tipo di agonista capace di indurre un effetto massimo maggiore di quello indotto dall'agonista endogeno. Perciò l'efficacia sul sistema di trasduzione del recettore sarà superiore al 100%.